# Варностне заворе
„Варностне заворе” је југословенски и словеначки ТВ филм из 1982. године. Режирао га је Андреј Стојан а сценарио је написао Смиљан Розамн.

## Улоге
| Глумац           | Улога |
| ---------------- | ----- |
| Љубомир Ћипранић |       |
| Ангела Јанко     |       |
| Тоне Кунтнер     |       |
| Петар Терновшек  |       |